# Fritz Noether

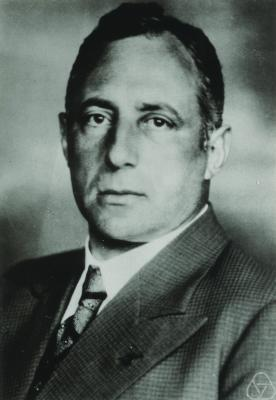
Fritz Noether

Fritz Alexander Ernst Noether (* 7. Oktober 1884 in Erlangen; † 10. September 1941 in Orjol, Sowjetunion) war ein deutscher Mathematiker.

## Leben
Fritz Noethers Vater Max Noether war Mathematiker und Professor in Erlangen. Die bedeutende Mathematikerin Emmy Noether war seine ältere Schwester.
Noether studierte ab 1904 in Erlangen und München Physik und Mathematik. 1909 promovierte er mit der mit summa cum laude bewerteten Dissertation Über rollende Bewegungen einer Kugel auf Rotationsflächen. Der letzte Band des vierbändigen Werkes Über die Theorie des Kreisels von Felix Klein und Arnold Sommerfeld, der die technischen Anwendungen der Kreiseltheorie behandelt, ist stark von Noether geprägt.
1911 habilitierte er an der Technischen Hochschule Karlsruhe mit der Arbeit Über den Gültigkeitsbereich der Stokesschen Widerstandsformel. Nach einer Tätigkeit als Privatdozent wurde er 1918 zum außerordentlichen Professor ernannt. Von 1922 bis 1933 hatte er den Lehrstuhl für Höhere Mathematik und Mechanik an der Technischen Hochschule Breslau inne. Zu seinen Schülern während dieser Zeit zählte unter anderem Helmut Heinrich, der 1933 in Breslau promovierte.
Nachdem Noether 1933 als Jude nach der Machtübernahme der Nazis in den Ruhestand versetzt worden war (vgl. Berufsbeamtengesetz), emigrierte er in die Sowjetunion, wo er an der Universität im sibirischen Tomsk eine Professur am Institut für Mathematik und Mechanik erhielt. Während des Großen Terrors wurde Fritz Noether in seiner Wohnung in Tomsk vom Geheimdienst NKWD verhaftet und wegen angeblicher Spionage für Deutschland zu 25 Jahren Gefängnis verurteilt. Albert Einstein setzte sich in einem Brief vom 28. April 1938 an den sowjetischen Außenminister Maxim Litwinow vergeblich für den Mathematiker ein. Erst mit der Öffnung der Geheimarchive unter Michail Gorbatschow wurde bekannt, dass Noether im Sommer 1941, das heißt nach dem Überfall Deutschlands auf die Sowjetunion, wegen angeblicher antisowjetischer Propaganda zum Tode verurteilt und am 10. September 1941 in Orjol erschossen worden war.
Noether wurde 1988 vom Obersten Gericht der Sowjetunion rehabilitiert.

## Werk
Die wissenschaftlich bedeutendsten Leistungen Fritz Noethers liegen auf dem Gebiet der Funktionalanalysis. Er gilt als Erfinder der nach dem schwedischen Mathematiker Ivar Fredholm benannten Fredholm-Operatoren. In der russischen Literatur werden diese zumeist als noethersche Operatoren bezeichnet.